# 三菱マテリアル不動産
三菱マテリアル不動産株式会社（みつびしマテリアルふどうさん）は、東京都中野区に本社を置く不動産会社。株式会社RISEの完全子会社でかつては三菱マテリアルの完全子会社であった。

## 沿革
- 1950年6月8日 大手不動産株式会社設立
- 1964年7月 三菱金属鉱業株式会社（現在の三菱マテリアル株式会社）が全株を取得
- 1972年9月 大手不動産株式会社から菱金不動産株式会社へ社名変更
- 1991年7月 菱金不動産株式会社から株式会社菱金へ社名変更
- 2004年3月 株式会社菱金から三菱マテリアル不動産株式会社へ社名変更
- 2017年11月29日 - フォートレス・インベストメント・グループへの譲渡契約締結[1]
- 2018年2月1日 - 不動産管理受託事業、不動産管理サービス事業、森林管理受託事業（固定資産19億3800万円）を簡易吸収分割した三菱マテリアル子会社のマテリアルリアルエステート株式会社へ承継予定[2]
- 2018年2月26日 - 親会社がフォートレス・バリュー・プロパティーズ・ホールディングスに変更。フォートレス・バリュー・プロパティーズ株式会社へ会社名変更[3]
- 2018年9月1日 - 東京都港区西新橋3-16-11へ本社移転[4]
- 2019年4月1日 - FREアセットマネジメント株式会社に社名変更[5]
- 2019年5月27日 - 株式会社RISEの完全子会社化[6]

## 開発地
- ヴァンベール大平台 - 秋田市（旧菱金から継承。ただし、後付で開発された大平台四丁目は、当団地の直接の開発地からは外れている）
- ヴァンベール長橋台 - 盛岡市